# Alfred Richet
Pour les articles homonymes, voir Richet.
Didier Dominique Alfred Richet (Dijon, 16 mars 1816 – Carqueiranne, 30 décembre 1891) est un anatomiste, prosecteur et chirurgien français.

## Biographie
En 1835, il commence des études de médecine à Paris. Il devint aide-anatomiste en 1841, prosecteur en 1843 ; il fut de la même promotion que Claude Bernard et Antonin Jean Desormeaux et obtint son doctorat en médecine en 1844 avec sa thèse Études d'anatomie de physiologie et de pathologie pour servir à l'histoire des tumeurs blanches tout en devenant chirurgien du Bureau central des hôpitaux.
Agrégé de la Faculté de médecine en 1847, il devint également chirurgien des hôpitaux de Paris (Lourcine, Saint-Antoine, Saint-Louis, Pitié-Salpétrière et Hôtel-Dieu). C'est dans ce dernier hôpital que Richet expérimentera l'anesthésie avec le chloroforme avec l'appareil de Jean-Louis-Prosper Duroy.
En 1853, il est nommé membre de la Société de chirurgie dont il devient le président en 1864. C'est cette même année qu'il intègre le corps professoral de la faculté en tant que professeur de pathologie chirurgical, puis, de clinique chirurgicale à partir de 1871. Il garde sa chaire de clinique jusqu'à sa retraite en 1889. Parallèlement, en 1865, il devient membre de l'Académie nationale de médecine qu'il préside en 1879, et, membre de l'Académie des sciences, section médecine en 1883.
Il meurt à 75 ans, le 30 décembre 1891.
Il est le père du physiologiste français Charles Richet (1850-1935), lauréat du prix Nobel de médecine en 1913 pour la description de l'anaphylaxie, le grand père du médecin Charles Richet, déporté résistant, et l'arrière grand-père de Gabriel Richet.

## Distinctions
- Commandeur de la Légion d'honneur en 1872[4].

## Publications

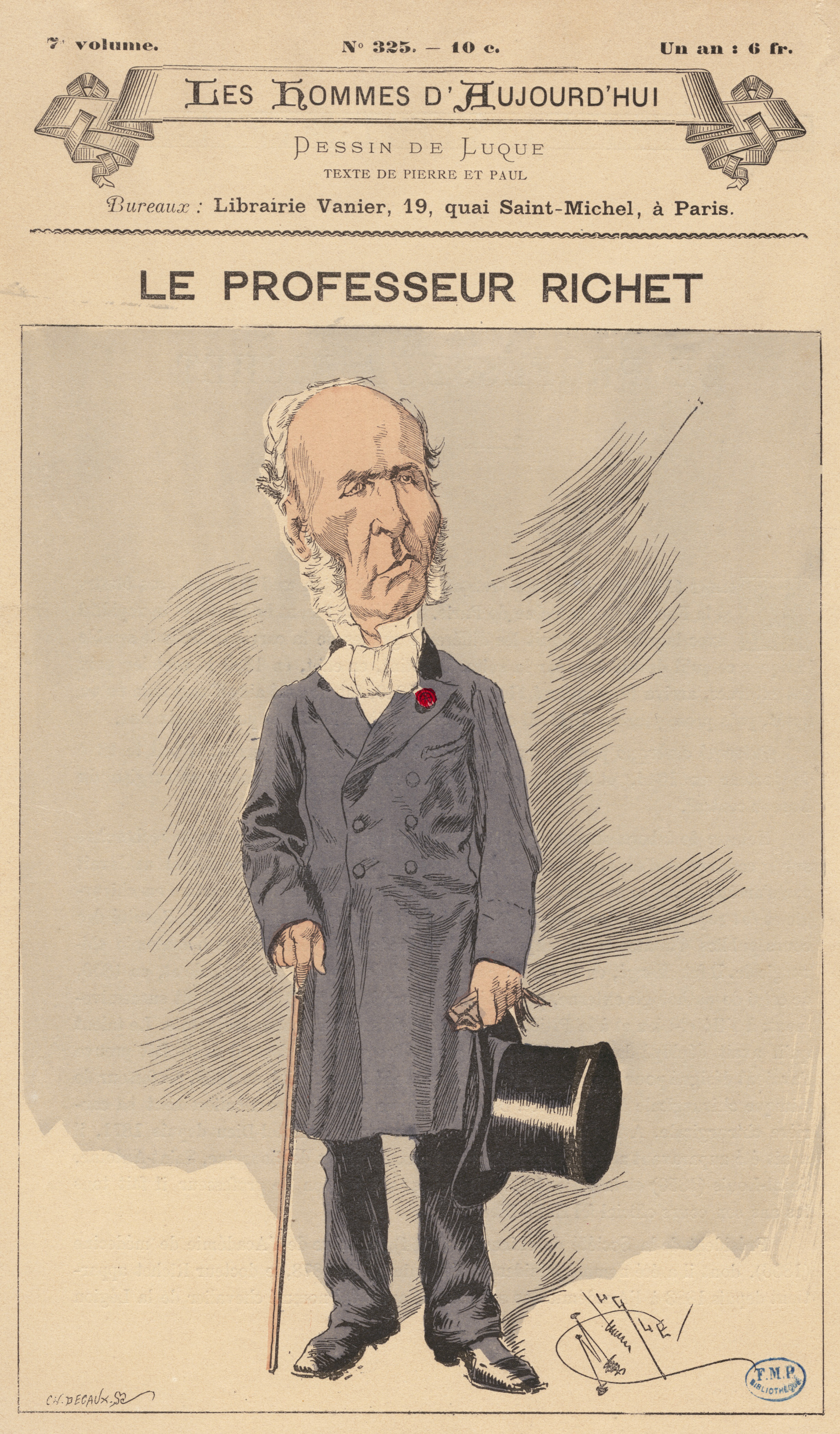
Le professeur Richet.

- 1847 : De l'emploi du froid et de la chaleur dans le traitement des affections chirurgicales
- 1850 : Des opérations applicables aux ankyloses
- 1853 : Mémoire sur les tumeurs blanches
- 1855 : Traité pratique d'anatomie médico-chirurgicale
- 1861 : Des luxations traumatiques du rachis
- 1865 : Recherches sur les tumeurs vasculaires des os, dites tumeurs fongueuses sanguines des os, ou anévrysmes des os
- 1875 : Leçons cliniques sur les fractures de jambe, faites à l'Hôtel-Dieu.